# Copa d'Àfrica de Nacions
La Copa d'Àfrica de Nacions és la principal competició de seleccions nacionals de futbol organitzada per la Confederació Africana de Futbol (CAF).
En els seus inicis la competició es disputà irregularment. La primera edició es disputà el 1957 amb la participació de només tres països: Egipte, Etiòpia i Sudan. Sud-àfrica havia de ser la quarta nació participant, però finalment fou exclosa per la seva política d'apartheid. Des de l'any 1968 es disputa cada dos anys, els anys parells.
Actualment la disputen la pràctica totalitat d'estats africans, essent necessària una fase de classificació d'on surten els 16 equips que disputen la fase final (des de l'any 1998).

## Edicions
Font:
| 1  | 1957 Detalls | Sudan                | · Egipte         | 4 - 0            | · Etiòpia       | · Sudan                 | · Sudan                 | · Sudan                           |
| 2  | 1959 Detalls | República Àrab Unida | · R. Àrab Unida  | 2 - 1(1)         | · Sudan         | · Etiòpia               | · Etiòpia               | · Etiòpia                         |
| N. | Any          | Seu                  | Final            | Final            | Final           | Partit pel 3r i 4t lloc | Partit pel 3r i 4t lloc | Partit pel 3r i 4t lloc           |
| N. | Any          | Seu                  | Campió           | Resultat         | Finalista       | Tercer                  | Resultat                | Quart                             |
| 3  | 1962 Detalls | Etiòpia              | · Etiòpia        | 4 - 2 (prò.)     | · R. Àrab Unida | · Tunísia               | 3 - 0                   | · Uganda                          |
| 4  | 1963 Detalls | Ghana                | · Ghana          | 3 - 0            | · Sudan         | · R. Àrab Unida         | 3 - 0                   | · Etiòpia                         |
| 5  | 1965 Detalls | Tunísia              | · Ghana          | 3 - 2 (prò.)     | · Tunísia       | · Costa d'Ivori         | 1 - 0                   | · Senegal                         |
| 6  | 1968 Detalls | Etiòpia              | · Congo-Kinshasa | 1 - 0            | · Ghana         | · Costa d'Ivori         | 1 - 0                   | · Etiòpia                         |
| 7  | 1970 Detalls | Sudan                | · Sudan          | 1 - 0            | · Ghana         | · R. Àrab Unida         | 3 - 1                   | · Costa d'Ivori                   |
| 8  | 1972 Detalls | Camerun              | · Congo          | 3 - 2            | · Mali          | · Camerun               | 5 - 2                   | · Zaire                           |
| 9  | 1974 Detalls | Egipte               | · Zaire          | 2 - 2 2 - 0 rep. | · Zàmbia        | · Egipte                | 4 - 0                   | · Congo                           |
| 10 | 1976 Detalls | Etiòpia              | · Marroc         | -(2)             | · Guinea        | · Nigèria               | -(2)                    | · Egipte                          |
| 11 | 1978 Detalls | Ghana                | · Ghana          | 2 - 0            | · Uganda        | · Nigèria               | 2 - 0(3)                | · Tunísia                         |
| 12 | 1980 Detalls | Nigèria              | · Nigèria        | 3 - 0            | · Algèria       | · Marroc                | 2 - 0                   | · Egipte                          |
| 13 | 1982 Detalls | Líbia                | · Ghana          | 1 - 1 (7-6 p)    | · Líbia         | · Zàmbia                | 2 - 0                   | · Algèria                         |
| 14 | 1984 Detalls | Costa d'Ivori        | · Camerun        | 3 - 1            | · Nigèria       | · Algèria               | 3 - 1                   | · Egipte                          |
| 15 | 1986 Detalls | Egipte               | · Egipte         | 0 - 0 (5-4 p)    | · Camerun       | · Costa d'Ivori         | 3 - 2                   | · Marroc                          |
| 16 | 1988 Detalls | Zàmbia Marroc        | · Camerun        | 1 - 0            | · Nigèria       | · Algèria               | 1 - 1 (4 - 3) pp        | · Marroc                          |
| 17 | 1990 Detalls | Algèria              | · Algèria        | 1 - 0            | · Nigèria       | · Zàmbia                | 1 - 0                   | · Senegal                         |
| 18 | 1992 Detalls | Senegal              | · Costa d'Ivori  | 0 - 0 (11-10 p)  | · Ghana         | · Nigèria               | 2 - 1                   | · Camerun                         |
| 19 | 1994 Detalls | Zaire Tunísia        | · Nigèria        | 2 - 1            | · Zàmbia        | · Costa d'Ivori         | 3 - 1                   | · Mali                            |
| 20 | 1996 Detalls | Kenya Sud-àfrica     | · Sud-àfrica     | 2 - 0            | · Tunísia       | · Zàmbia                | 1 - 0                   | · Ghana                           |
| 21 | 1998 Detalls | Burkina Faso         | Egipte           | 2 - 0            | Sud-àfrica      | Rep. Dem. del Congo     | 4 - 4 (4-1 p)           | Burkina Faso                      |
| 22 | 2000 Detalls | Ghana i Nigèria      | Camerun          | 2 - 2 (4-3 p)    | Nigèria         | Sud-àfrica              | 2 - 2 (4-3 p)           | Tunísia                           |
| 23 | 2002 Detalls | Mali                 | Camerun          | 0 - 0 (3-2 p)    | Senegal         | Nigèria                 | 1 - 0                   | Mali                              |
| 24 | 2004 Detalls | Tunísia              | Tunísia          | 2 - 1            | Marroc          | Nigèria                 | 2 - 1                   | Mali                              |
| 25 | 2006 Detalls | Egipte               | Egipte           | 0 - 0 (4-2 p)    | Costa d'Ivori   | Nigèria                 | 1 - 0                   | Senegal                           |
| 26 | 2008 Detalls | Ghana                | Egipte           | 1 - 0            | Camerun         | Ghana                   | 4 - 2                   | Costa d'Ivori                     |
| 27 | 2010 Detalls | Angola               | Egipte           | 1 - 0            | Ghana           | Nigèria                 | 1 - 0                   | Algèria                           |
| 28 | 2012 Detalls | Gabon i Guinea Eq.   | Zàmbia           | 0 - 0 (8-7 p)    | Costa d'Ivori   | Ghana                   | 0 - 2                   | Mali                              |
| 29 | 2013 Detalls | Sud-àfrica           | · Nigèria        | 1 - 0            | · Burkina Faso  | · Mali                  | 3 - 1                   | · Ghana                           |
| 30 | 2015 Detalls | Marroc Guinea Eq.    | · Costa d'Ivori  | 0 - 0 (9-8 p)    | · Ghana         | Rep. Dem. del Congo     | 0 - 0 (4-2 p)           | · Guinea Equatorial               |
| 31 | 2017 Detalls | Líbia Gabon          | · Camerun        | 2 - 1            | · Egipte        | · Burkina Faso          | 1 - 0                   | · Ghana                           |
| 32 | 2019 Detalls | Camerun Egipte       | · Algèria        | 1 - 0            | · Senegal       | · Nigèria               | 1 - 0                   | · Tunísia                         |
| 33 | 2021 Detalls | Camerun              | · Senegal        | 0 - 0 (4-2 p)    | · Egipte        | · Camerun               | 3 - 3 (5-3 p)           | · Burkina Faso                    |
| 34 | 2023 Detalls | Costa d'Ivori        | · Costa d'Ivori  | 2 - 1            | Nigèria         | Sud-àfrica              | 0 - 0 (6-5 p)           | · República Democràtica del Congo |
| 35 | 2025 Detalls | Guinea               |                  |                  |                 |                         |                         |                                   |

(1) El 1956 i el 1959, els tres equips van jugar tots contra tots. La victòria 2-1 d'Egipte sobre Sudan, coincidí a més amb el darrer partit, tot i que no fou realment cap final.

(2) No va haver final ni partir pel tercer lloc el 1976, sinó que es decidí en una lligueta entre els quatre primers.

(3) El 1978, el tercer lloc fou atorgat a Nigèria per 2-0 després que Tunísia abandonés el partit amb 1-1 al minut 42.

rep repetició del partit.

pr pròrroga.

p Tanda de penals.

## Palmarès de la Copa d'Àfrica
| Selecció          | Títols                                       | Subcampió                        | 3r lloc                                            | 4t lloc                    | Total |
| ----------------- | -------------------------------------------- | -------------------------------- | -------------------------------------------------- | -------------------------- | ----- |
| Egipte            | 7 (1957, 1959, 1986, 1998, 2006, 2008, 2010) | 3 (1962, 2017, 2021)             | 3 (1963, 1970, 1974)                               | 3 (1976, 1980, 1984)       | 16    |
| Camerun           | 5 (1984, 1988, 2000, 2002, 2017)             | 2 (1986, 2008)                   | 2 (1972, 2021)                                     | 1 (1992)                   | 10    |
| Ghana             | 4 (1963, 1965, 1978, 1982)                   | 5 (1968, 1970, 1992, 2010, 2015) | 2 (2008, 2012)                                     | 3 (1996, 2013, 2017)       | 14    |
| Nigèria           | 3 (1980, 1994, 2013)                         | 5 (1984, 1988, 1990, 2000, 2023) | 8 (1976, 1978, 1992, 2002, 2004, 2006, 2010, 2019) | -                          | 16    |
| Costa d'Ivori     | 3 (1992, 2015, 2023)                         | 2 (2006, 2012)                   | 4 (1965, 1968, 1986, 1994)                         | 2 (1970, 2008)             | 11    |
| Algèria           | 2 (1990, 2019)                               | 1 (1980)                         | 2 (1984, 1988)                                     | 2 (1982, 2010)             | 7     |
| RD Congo/Zaire    | 2 (1968, 1974)                               | 1 (2015)                         | 1 (1998)                                           | 2 (1972, 2023)             | 6     |
| Zàmbia            | 1 (2012)                                     | 2 (1974, 1994)                   | 3 (1982, 1990, 1996)                               | -                          | 6     |
| Tunísia           | 1 (2004)                                     | 2 (1965, 1996)                   | 1 (1962)                                           | 3 (1978, 2000, 2019)       | 7     |
| Sudan             | 1 (1970)                                     | 2 (1959, 1963)                   | 1 (1957)                                           | -                          | 4     |
| Senegal           | 1 (2021)                                     | 2 (2002, 2019)                   | -                                                  | 3 (1965, 1990, 2006)       | 6     |
| Etiòpia           | 1 (1962)                                     | 1 (1957)                         | 1 (1959)                                           | 2 (1963, 1968)             | 5     |
| Marroc            | 1 (1976)                                     | 1 (2004)                         | 1 (1980)                                           | 2 (1986, 1988)             | 5     |
| Sud-àfrica        | 1 (1996)                                     | 1 (1998)                         | 2 (2000, 2023)                                     | -                          | 4     |
| Congo             | 1 (1972)                                     | -                                | -                                                  | 1 (1974)                   | 2     |
| Mali              | -                                            | 1 (1972)                         | 1 (2013)                                           | 4 (1994, 2002, 2004, 2012) | 6     |
| Burkina Faso      | -                                            | 1 (2013)                         | 1 (2017)                                           | 2 (1998, 2021)             | 4     |
| Uganda            | -                                            | 1 (1978)                         | -                                                  | 1 (1962)                   | 2     |
| Guinea            | -                                            | 1 (1976)                         | -                                                  | -                          | 1     |
| Líbia             | -                                            | 1 (1982)                         | -                                                  | -                          | 1     |
| Guinea Equatorial | -                                            | -                                | -                                                  | 1 (2015)                   | 1     |

## Estadístiques

Mapa del nombre de campionats per estat a la Copa d'Àfrica de Futbol, l'any 2010

### Més finals
| 10 | Egipte                                                                          |
| 9  | Ghana                                                                           |
| 8  | Nigèria                                                                         |
| 7  | Camerun                                                                         |
| 5  | Costa d'Ivori                                                                   |
| 3  | Tunísia · Sudan · Algèria · Zàmbia · RD Congo (2 vegades com a Zaire) · Senegal |
| 2  | Etiòpia · Marroc · Sud-àfrica                                                   |
| 1  | Congo · Mali · Uganda · Guinea · Líbia · Burkina Faso                           |

### Participacions
Després de l'edició de 2017
| Aparicions | Nació                                                                            |
| ---------- | -------------------------------------------------------------------------------- |
| 23         | Egipte                                                                           |
| 22         | Costa d'Ivori                                                                    |
| 21         | Ghana                                                                            |
| 18         | Camerun · Tunísia · RD Congo (set vegades com a Zaire)                           |
| 17         | Nigèria · Zàmbia · Algèria                                                       |
| 16         | Marroc                                                                           |
| 14         | Senegal                                                                          |
| 11         | Guinea · Burkina Faso                                                            |
| 10         | Etiòpia · Mali                                                                   |
| 9          | Sud-àfrica                                                                       |
| 8          | Sudan · Togo                                                                     |
| 7          | Congo} · Angola · Gabon                                                          |
| 6          | Uganda                                                                           |
| 5          | Kenya                                                                            |
| 4          | Moçambic                                                                         |
| 3          | Líbia · Benín · Zimbabwe                                                         |
| 2          | Malawi · Sierra Leone · Libèria · Namíbia · Cap Verd · Guinea Equatorial · Níger |
| 1          | Tanzània · Ruanda · Botswana · Maurici · Guinea Bissau                           |

### Més campionats com a amfitrió
Després de l'edició de 2012
| Amfitrions | Nació             | Any(s)                  |
| ---------- | ----------------- | ----------------------- |
| 4 vegades  | Egipte            | 1959, 1974, 1986, 2006  |
| 4 vegades  | Ghana             | 1963, 1978, 2000^, 2008 |
| 3 vegades  | Etiòpia           | 1962, 1968, 1976        |
| 3 vegades  | Tunísia           | 1965, 1994, 2004        |
| 2 vegades  | Líbia             | 1982, 2017*             |
| 2 vegades  | Nigèria           | 1980, 2000^             |
| 2 vegades  | Sudan             | 1957, 1970              |
| 1 vegada   | Algèria           | 1990                    |
| 1 vegada   | Burkina Faso      | 1998                    |
| 1 vegada   | Camerun           | 1972                    |
| 1 vegada   | Costa d'Ivori     | 1984                    |
| 1 vegada   | Mali              | 2002                    |
| 1 vegada   | Marroc            | 1988, 2015*             |
| 1 vegada   | Senegal           | 1992                    |
| 1 vegada   | Sud-àfrica        | 1996, 2013*             |
| 1 vegada   | Angola            | 2010*                   |
| 1 vegada   | Gabon             | 2012*^                  |
| 1 vegada   | Guinea Equatorial | 2012*^                  |

- * Serà amfitrió.
- ^ Co-amfitrió.

### Màxims golejadors de tots els temps
Després de l'edició de 2012
| Gols | Golejadors |
| ---- | --- |
| 18   | Samuel Eto'o |
| 14   | Laurent Pokou |
| 13   | Rashidi Yekini |
| 12   | Hassan El-Shazly |
| 11   | Patrick Mboma, Hossam Hassan, Didier Drogba |
| 10   | Ndaye Mulamba, Joël Tiéhi, Mengistu Worku, Francileudo Santos, Kalusha Bwalya                                                                                              |
| 9    | Manucho, Abdoulaye Traoré |
| 8    | Ahmed Hassan, Asamoah Gyan, André Ayew, Pascal Feindouno |
| 7    | Flávio, Roger Milla, Taher Abouzaid, Ali Abo Greisha, Osei Kofi, Frédéric Kanouté, Seydou Keita, Jay-Jay Okocha, Benni McCarthy, Christopher Katongo                       |
| 6    | Lakhdar Belloumi, Mayanga Maku, Mohamed Aboutreika, George Alhassan, Wilberforce Mfum, Abedi Pele, Ahmed Faras, Julius Aghahowa, Segun Odegbami, Shaun Bartlett            |
| 5    | Djamel Menad, Jean-Michel M'Bono, Hosny Abd Rabo, Mohamed Ad-Diba, Mohamed Nagy "Gedo", Amr Zaki, Emad Moteab, Fantamady Keita, Seydou Keita, Muda Lawal, Peter Odemwingie |

### Màxims golejadors per campionat
Després de l'edició de 2017
| Any  | Jugador | Gols |
| ---- | --- | ---- |
| 1957 | Diab Mohammed Diab El-Attar (Ad-Diba)                                                                              | 5    |
| 1959 | Mahmoud Al-Gohari                                                                                                  | 3    |
| 1962 | Abdelfatah Badawi Menguistou Worku                                                                                 | 3    |
| 1963 | Hassan El-Shazly                                                                                                   | 6    |
| 1965 | Ben Acheampong Osei Kofi Eustache Manglé                                                                           | 3    |
| 1968 | Laurent Pokou | 6    |
| 1970 | Laurent Pokou | 8    |
| 1972 | Fantamady Keita | 5    |
| 1974 | Mulamba Ndaye | 9    |
| 1976 | Keita Aliou Mamadou "N'Jo Léa"                                                                                     | 4    |
| 1978 | Phillip Omondi Opoku Afriyie Segun Odegbami                                                                        | 3    |
| 1980 | Khaled Al Abyad Labied Segun Odegbami                                                                              | 3    |
| 1982 | George Alhassan | 4    |
| 1984 | Taher Abouzaid | 4    |
| 1986 | Roger Milla | 4    |
| 1988 | Gamal Abdelhamid Lakhdar Belloumi Roger Milla Abdoulaye Traoré                                                     | 2    |
| 1990 | Djamel Menad | 4    |
| 1992 | Rashidi Yekini | 4    |
| 1994 | Rashidi Yekini | 5    |
| 1996 | Kalusha Bwalya | 5    |
| 1998 | Hossam Hassan Benedict McCarthy                                                                                    | 7    |
| 2000 | Shaun Bartlett | 5    |
| 2002 | Patrick Mboma René Salomon Olembe Julius Aghahowa                                                                  | 3    |
| 2004 | Patrick Mboma Frédéric Kanouté Youssef Mokhtari Jay-Jay Okocha Francileudo dos Santos                              | 4    |
| 2006 | Samuel Eto'o | 5    |
| 2008 | Samuel Eto'o | 5    |
| 2010 | Mohamed Nagy "Gedo"                                                                                                | 5    |
| 2012 | Manucho Didier Drogba Pierre-Emerick Aubameyang Houssine Kharja Cheick Diabaté Christopher Katongo Emmanuel Mayuka | 3    |
| 2013 | Emmanuel Emenike Wakaso Mubarak                                                                                    | 4    |
| 2015 | Ahmed Akaïchi André Ayew Javier Balboa Thievy Bifouma Dieumerci Mbokani                                            | 3    |
| 2017 | Junior Kabananga                                                                                                   | 3    |